# بين فراي
بين فراي (بالإنجليزية: Ben Fry) هو عالم حاسوب أمريكي، ولد في 1975.

## وصلات خارجية
- الموقع الرسمي